# Oxyodes vittata
Oxyodes vittata är en fjärilsart som beskrevs av Fabricius 1775. Oxyodes vittata ingår i släktet Oxyodes och familjen nattflyn. Inga underarter finns listade i Catalogue of Life.